# Neil Walker
Neil Scott Walker (ur. 25 czerwca 1976 w Madison) – były amerykański pływak, specjalizujący się w grzbietowym, dowolnym, motylkowym i zmiennym. 4-krotny medalista olimpijski.
2-krotny złoty, srebrny i brązowy medalista Igrzysk Olimpijskich z Sydney i Aten. 6-krotny medalista mistrzostw świata (4 złota i 2 srebra). 8-krotny medalista mistrzostw świata na krótkim basenie (6 złotych i 2 srebrne medale).
9-krotny medalista Mistrzostw Pacyfiku.
Były rekordzista świata na 50 i 100 m stylem grzbietowym oraz na 100 m stylem zmiennym na basenie 25 m.